# Beryl Magoko
Beryl Magoko (geboren 1984 in Komotobo, Kenia) ist eine kenianische Filmemacherin, die mit ihrem Dokumentarfilm In Search... bekannt wurde, der sich mit dem Thema weiblicher Genitalverstümmelung beschäftigt.
Beryl Magoko wuchs im ländlichen Kenia auf. Sie studierte zunächst grafisches Design am Mombasa Polytechnikum, dann Massenkommunikation und Fernsehproduktion an der Kampala Universität in Uganda. 2014 begann sie ein Studium an der Kunsthochschule für Medien Köln, das sie 2018 abschloss. In Search... ist dabei ihr Diplomfilm. Die Dokumentation In Search... ist biografisch inspiriert. Die Regisseurin selbst wurde im Alter von 10 Jahren in ihrem Heimatdorf der körperlich und seelisch verletzenden Prozedur der Genitalverstümmelung unterzogen. Der Film zeigt ihre Reise zurück in dieses Heimatdorf und die Gespräche, die sie dort mit verschiedenen Frauen führt – auch mit ihrer eigenen Mutter. Beryl Magoko ist also nicht nur Regisseurin, sondern auch Hauptprotagonistin des Films. In Search... wurde mehrfach ausgezeichnet, unter anderem 2018 bei der Uraufführung mit dem Publikumspreis des Festival Dok-Leipzig und als Best Student Documentary beim Internationalen Dokumentarfilmfestival Amsterdam und 2019 mit dem Eberhard-Fechner-Preis, dem Megaherz Student Award des internationalen Dokumentarfilmfestival München und als bester Dokumentarfilm der 41. Biberacher Filmfestspiele. Die Deutsche Film- und Medienbewertung nannte In Search... einen berührenden und wichtigen Film.
Beryl Magoko selbst erhielt 2018 den Förderpreis des Landes Nordrhein-Westfalen für junge Künstlerinnen und Künstler in der Sparte "Film: Regie, Bühnenbild, Kameraführung".

## Filmografie
- Fred Fish Frying (2010)
- The Cut (2012), Regie und Kamera
- Water for Janet and Felicitas (2013)
- In Search… (2018)
- Othermothers (2019)